# Триган
Trigun (яп. トライガン Торайган) — манга в жанре космического вестерна, созданная Ясухиро Найто в 1995 году и адаптированная как сериал в 1998 году студией Madhouse. Позже манга издавалась под названием Trigun Maximum («Триган Максимум»).
В апреле 2010 года компания «Комикс-Арт» объявила о приобретении лицензии на российское издание манга-сериалов Trigun и Trigun Maximum. 15 ноября 2011 года было объявлено о выходе первого тома манги.

## Мир
Действие происходит на пустынной планете Гансмоук (англ. Gunsmoke), заселенной более сотни лет назад людьми, прибывшими с истощённой и разорённой Земли. Обычаи на планете сильно похожи на американский Дикий Запад. За голову Вэша Урагана, известного как «Гуманоидный Тайфун» за единоличное разрушение им целого города, назначена неслыханная награда в 60 миллиардов двойных долларов (местная валюта).
Мерил Страйф и Милли Томпсон, представителям крупной страховой компании Бернарделли (англ. Bernardelli Insurance Society), было дано задание разыскать легендарного преступника и, по возможности, свести к минимуму наносимый им ущерб. Впоследствии они выясняют, что Вэш — вовсе не безумный и кровожадный монстр, каким его описывают многочисленные слухи, а всего лишь человек, постоянно попадающий в неудачные ситуации. Вэш ведёт себя как два совершенно разных человека: то как безобидный дурак и бабник, то как безудержный воин. Мастерски обращаясь с оружием, Вэш, убеждённый пацифист, жаждущий только «мира и любви», использует его только для того, чтобы спасать жизни всех без исключения людей: как друзей, так и врагов.

## Манга

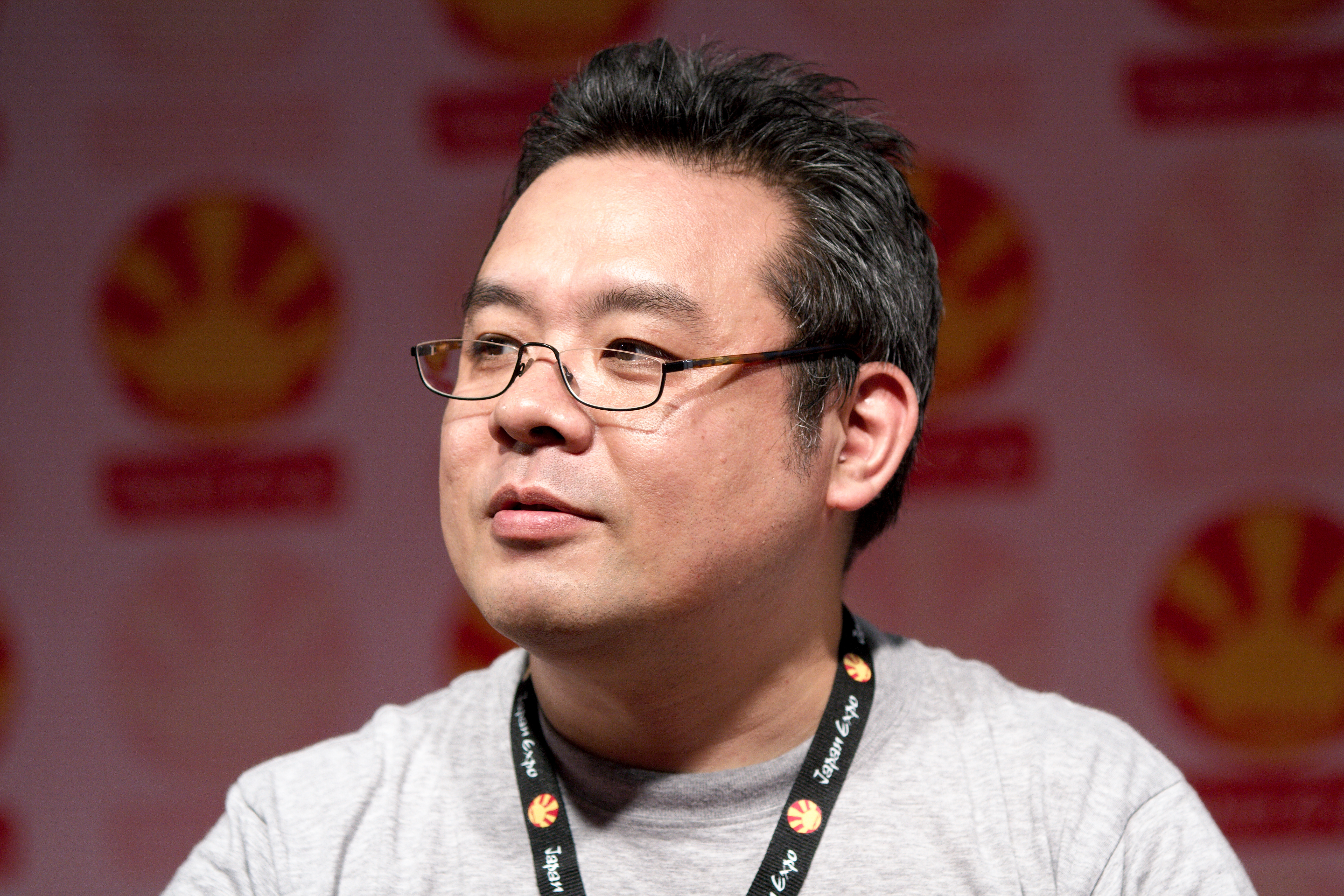
Ясухиро Найто

В февральском выпуске 1995 года журнала Shonen Captain выходит первая глава манги Trigun, а через два месяца манга начинает выходить регулярно. Она стала дебютной работой мангаки Ясухиро Найто.
В 1997 году журнал Shonen Captain прекратил издаваться, и ставшего безработным мангаку пригласили работать в журнал Young King Ours. Первоначально планировалось, что Найто займется новой историей, однако автору очень не хотелось бросать своё детище неоконченным. Издательство пошло ему навстречу, и в 1998 году манга продолжила выходить под новым названием Trigun Maximum; её выход завершился в 2007 году.

### Сюжет манги
Оригинальная манга начинается с того, что простые горожане под руководством своего мэра пытаются схватить Вэша, желая получить назначенную за него награду, чтобы избежать разрушения города из-за неурожая. Вэш Ураган старательно избегает возможных жертв и разрушений, но не может остановить преследователей. Узнав о том, что Вэш находится в городе, туда прибывают два сбежавших из тюрьмы преступника — отец и сын Небраска. Но появившиеся сотрудницы страховой компании объявляют, что федеральное правительство посчитало Вэша не преступником, а стихийным бедствием, и потому награду за его поимку не выплатят. Однако из-за Вэша, вынужденного вступить в бой с преступниками, город всё равно получает необходимые деньги.

Сюжет Trigun Maximum (яп. トライガンマキシマム Торайган Макисимаму) рассказывает о событиях, происходящих через два года после оригинальной манги, хотя сама она на тот момент не была завершена и обрывалась на середине повествования. Недостающие главы были изданы позднее. Trigun Maximum отличается более серьёзной атмосферой, что, возможно, было связано с более взрослой аудиторией нового журнала. Тем не менее сам Найто утверждает, что оба его творения нельзя рассматривать в отрыве друг от друга. «Максимум» не сиквел и даже не продолжение оригинальной манги, а часть той же истории

## Аниме
В 1998 году по манге Trigun был снят аниме-сериал из 26 серий, режиссёром которого стал Сатоси Нисимура. Аниме было снято студией Madhouse и показано по телеканалу TV Tokyo. Автором сценария стал Ёсукэ Курода, дизайном персонажей и механизмов занялись Такахиро Ёсимацу и Нориюки Дзингудзи, музыку к аниме написал Цунэо Имахори.
Найто заявлял, что продолжения сериала, скорее всего, не будет, так как показанная история подошла к своему полному логическому концу. Тем не менее Масао Маруяма, основатель студии Madhouse, в своём интервью от октября 2005 года британскому аниме-журналу Neo magazine сообщил, что студия в данный момент работает над полнометражным фильмом Trigun: Badlands Rumble. В мае 2007 года Ясухиро Найто подтвердил данную информацию и уточнил, что на тот момент заканчивались предпроектные работы. Выход фильма состоялся 24 апреля 2010 года.

### Продолжение
Спустя 25 лет после выхода первого аниме-сериала, 17 июня 2022 года на Anime Expo 2022 был представлен трейлер новой аниме-адаптации манги Trigun! под названием Trigun: Stampede («Триган: Бегство»), премьера назначена на зиму 2023 года. Сериал создан при участии нового персонала и актёрского состава японской студией Orange, специализирующийся на 3D-анимации. Под её авторством были выпущены такие аниме-сериалы, как «Выдающиеся звери» и «Земля самоцветов».
Trigun: Stampede не является продолжением или ремейком, это оригинальная история со знакомыми персонажами.

## Персонажи
Вэш Ураган (яп. ヴァッシュ・ザ・スタンピード) — Живой Агрегат, энергетический источник, созданный людьми. Известен как «Человек-Ураган» в связи с тем, что где бы он ни появился, происходят огромные разрушения. Он и его брат, Найвс, были рождены на колонизационном корабле, который был частью флота, посланного, чтобы продолжить жизнь человечества в новом мире. Они были выращены Рем, которая внушила Вэшу идею, что каждое живое существо имеет право на жизнь. И Вэш берет это за догму и всегда старается всех спасать. Найвс, наоборот, обозленный поведением людей вокруг него, делает так, что флот терпит катастрофу и рушится, что убивает Рем и многих других людей. Цель Вэша - найти своего брата и не дать ему больше никому причинить вреда. В одном из конфликтов с Найвсом Вэш ненамеренно уничтожает город Июль, что и начинает его репутацию и охоту за ним. Вэш — личность, за голову которой объявлена награда в 60 миллиардов двойных долларов. Говорят, что в какой бы город он не зашёл, город превращается в руины. Вот только странное дело, ни один человек при этом не погибает. Вэш странствует по пустынной планете, наводя ужас на обитателей городов. Никто не знает его целей, но есть много охотников за головами, которые пытаются поймать неуловимого преступника Из-за своей репутации, Вэш обычно ведёт себя по-ребячески и несерьёзно, дурачится, чтобы люди чувствовали себя комфортно и не поняли, кто он есть на самом деле. Часто говорит одну фразу: «Мир да любовь!». Когда же угрожает опасность, Вэш показывает полную серьёзность и контроль над собой. Так как Вэш отказывается убивать кого-либо из своих оппонентов, он часто страдает от рук своих настойчивых врагов. Как результат, все его тело — калейдоскоп из больших шрамов, частей потерянной плоти, замененных металлическими частями, металлических швов. В аниме Вэш лишается своей левой руки в конфликте с Найвсом в городе Июле. Позже эта рука была заменена кибернетической с встроенным оружием. 
Вэш носит шестизарядный длинноствольный револьвер, который внешне похож на модифицированный револьвер Матэбы .45 калибра. В реалии Тригана это оружие, созданное Найвсом, может объединяться с Вэшем и трансформироваться в «Ангельскую Руку», огромное орудие, способное уничтожить целые города. Также имеет спрятанный в левой механической руке пистолет (впоследствии пистолет-пулемет). Причина по которой Вэш носит красный плащ в том, что Рема рассказывала ему о своих любимых цветах, в том числе о том, что красная герань означает решимость. Его возраст — 150 лет. Персонаж занимает 17 строчку в списке 25 лучших персонажей аниме по версии IGN.
Мерил Страйф (яп. メリル・ストライフ) — Работает в страховой компании Бернарделли. Вместе с напарницей Милли Томпсон получает задание найти Вэша преследовать его, дабы свести к минимум причиняемый им ущерб. Мерил всегда носит с собой пончики, которые предлагает своим противникам в качестве подарка, поскольку считает, что вежливое отношение способно выручить из любой трудной ситуации. Мерил имеет пистолет системы Дерингера, за искусное владение им получила прозвище Дерринджер-Мерил. По развитию событий по-настоящему влюбляется в Вэша. Примерный возраст больше 20 лет.
Милли Томпсон (яп. ミリィ・トンプソン) — Напарница Мерил (всегда называет её сэмпаем), также как и она, работает в страховой компании Бернарделли. В отличие от напарницы имеет высокий рост и большую физическую силу. Любит мечтать; обожает сладкое и алкоголь. В качестве оружия Милли использует пусковую установку со снарядами в виде крестов, внешне напоминающую миниган. Влюблена в Николаса.
Николас Д. Вульфвуд (яп. ニコラス・D・ウルフウッド) — Странствующий священник, ставший другом Вэша и часто помогавший ему. Носит с собой огромный крест, состоящий из пулемёта, стойки для шести пар пистолетов и многозарядного гранатомета. Как становится известным из 16-го эпизода, является одним из «Ган-хо Ганс» под прозвищем "Часовня", но так как не разделял взгляды банды - отделился от них.
Легато Блусаммерс (яп. レガート・ブルーサマーズ) — Правая рука Найвса. В бою использует псионические способности, способен подчинить своей воле людей. Главарь банды «Ган-хо Ганс». Оружием не пользуется за ненадобностью. Однако в манге использовал некое подобие булавы, невероятных размеров.
Миллионс Найвс (яп. ミリオンズ・ナイブズ) — Родной брат Вэша, решивший уничтожить человечество, дабы то не уничтожило планету. Безуспешно пытался склонить Вэша на свою сторону. У него есть пистолет, который, как и пистолет Вэша, имеет режим «Ангельская Рука». Оба пистолета создал Найвс.
Куронэко — Чёрная кошка, наблюдающая за жизнью Вэша и других персонажей.